# Még egy kis szívesség
A Még egy kis szívesség (eredeti cím: Another Simple Favor) 2025-ben bemutatott amerikai misztikus filmvígjáték, amelyet Jessica Sharzer és Laeta Kalogridis forgatókönyvéből Paul Feig rendezett. A 2018-as Egy kis szívesség című film folytatása. A főbb szerepekben Anna Kendrick, Blake Lively, Henry Golding, Andrew Rannells, Bashir Salahuddin, Joshua Satine, Michele Morrone, Elena Sofia Ricci, Elizabeth Perkins, Alex Newell és Allison Janney látható.
Világpremierje 2025. március 7-én volt a South by Southwest Filmfesztiválon, május 1-jén az Amazon Prime Videón is megjelent.

## Cselekmény
Emily Nelson, avagy Hope McLanden újra szabad, miután letöltötte börtönbüntetését ikertestvére, Faith meggyilkolásáért. Részt vesz Stephanie Smothers olvasóestjén, aki időközben sikeres krimi íróvá vált, és aki részben hozzájárult letartóztatásához. Stephanie-nak tanúnak kell lennie Emily és a maffiózó Dante Versano esküvőjén Caprin.
Miután Stephanie asszisztense, Vicky úgy látja, hogy ezzel a könyveladások növelése érdekében reklámot akarnak csinálni, Stephanie vonakodva beleegyezik. Olaszországban újra találkozik Emily volt férjével, Seannal, akivel viszonya volt. Nem sokkal később Seant és Dantét meggyilkolják, ezért Stephanie lesz az első számú gyanúsított. Emily valószínűleg bosszútervét szövögeti.

## Szereplők
| Szerep                           | Színész           | Magyar hang       |
| -------------------------------- | ----------------- | ----------------- |
| Stephanie Smothers               | Anna Kendrick     | Csifó Dorina      |
| Emily Nelson / Hope McLanden     | Blake Lively      | Nemes Takách Kata |
| Charity McLanden                 | Blake Lively      | Kereki Anna       |
| Sean Townsend                    | Henry Golding     | Szabó Andor       |
| Darren                           | Andrew Rannells   | Markovics Tamás   |
| Summervile nyomozó               | Bashir Salahuddin | Kisfalusi Lehel   |
| Margaret McLinden                | Elizabeth Perkins | Szórádi Erika     |
| Dante Versano                    | Michele Morrone   | Zöld Csaba        |
| Portia Versano                   | Elena Sofia Ricci | Kovács Nóra       |
| Linda McLanden néni              | Allison Janney    | Bertalan Ágnes    |
| Vicky                            | Alex Newell       | Garami Mónika     |
| Irene Walker ügynök              | Taylor Ortega     | Fábián Nikolett   |
| Miles Smothers                   | Joshua Satine     | Penke Bence       |
| Nicholas 'Nicky' Townsend-Nelson | Ian Ho            | Rostás Ábel       |
| Matteo Bartolo                   | Lorenzo de Moor   | Sörös Miklós      |
| Sona                             | Aparna Nancherla  | Farkas Laura      |
| Stacy                            | Kelly McCormack   | Gazdik Katalin    |

### Magyar változat
- Magyar szöveg: Balázs Tünde
- Hangmérnök: Faragó Imre
- Szinkronrendező: Dögei Éva
- Produkciós vezető: Gyarmati Zsolt
- Kreatív felvevő: Nékám Petra

A szinkront a Masterfilm Digital Kft. készítette el.

## A film készítése
2022 májusában bejelentették, hogy az Amazon MGM Studios és a Lionsgate engedélyezte a 2018-as Egy kis szívesség című film folytatását. Paul Feig visszatér rendezőként, és Anna Kendrick, valamint Blake Lively is újra eljátsszák korábbi szerepeiket. A projektet 2024 márciusában ismét megerősítették: Henry Golding és Andrew Rannells is visszatérnek az első filmből, míg Allison Janney új szereplőként csatlakozik a szereplőgárdához.

### Forgatás
A forgatás 2024 márciusának végén kezdődött. Eredetileg 2023 őszére tervezték a kezdést, az olaszországi Capriban, valamint a Villa Adriana UNESCO világörökségi helyszínen. A forgatás 2024. május 26-án fejeződött be.

## Bemutató
A Még egy kis szívesség premierje 2025. március 7-én volt a South by Southwest Fesztiválon, május 1-jén az Amazon Prime Videón is megjelent.

## Fogadtatás
A Rotten Tomatoes weboldalon 80%-os értékelést kapott 51 kritika alapján, az átlagos értékelése 6,1 pont a 10-ből. Az oldal szöveges összefoglalója szerint: „Az elődje erejével vitorlázó Még egy kis szívesség a rejtély, az intrika és az éles szereposztás tökéletes koktélja egy csipetnyi jól időzített komédiával.” A Metacritic oldalán 100-ból 57 pontot kapott (15 kritika alapján), ami „vegyes vagy átlagos” értékelést jelent.